# Микел, Джон Оби
Джон Майкл Нчекву́бе Оби́нна (англ. John Michael Nchekwube Obinna; род. 22 апреля 1987 года, Джос, Нигерия), более известный как Джон Оби Микел (англ. Mikel John Obi) — нигерийский футболист, опорный полузащитник. Выступал в сборной Нигерии.

## Клубная карьера
Джон Оби Микел родился в Джосе, Нигерия, под именем Майкл Нчеквубе Обинна, сын Майкла Оби, который владеет межгосударственной транспортной компанией в Джосе. Так как его отец входит в этническую группу игбо, «Нчеквубе» (Nchekwube) означает «надежда», а «Оби» — сокращение от имени «Обинна» (означающее «Сердце отца»).
Он начал свою официальную клубную карьеру в возрасте 12 лет после того как был выбран среди более чем 3000 молодых игроков, чтобы играть в футбольной академии «Пепси». В то время эта команда была известна тем, что искала молодых игроков и будущих звёзд по всей Нигерии, чтобы потом помочь им впоследствии попасть в профессиональный футбол. Тогда Оби смог приглянуться скаутам. Он получил возможность играть в клубе высшего дивизиона «Плато Юнайтед», который также известен тем, что производил звёзд, таких как Селестин Бабаяро, Виктор Обинна, Кристиан Ободо и многих других, которые отправлялись играть в европейские клубы и представляли свою страну. Позже, известный как Джон Оби Микел, он попал в заголовки газет после своего выступления на юношеском чемпионате мира, прошедшем в Финляндии. Впоследствии он попал на просмотр в южноафриканский клуб «Аякс Кейптаун» перед переходом в норвежский «Люн».
Во время подготовки к юношескому чемпионату мира 2003 Футбольная федерация Нигерии ошибочно заявила имя игрока на турнир в Финляндии как «Микел». Он решил оставить новое имя, сказав, что это особый знак для него.
Летом 2005 года Микел играл за сборную Нигерии на юношеском чемпионате мира, прошедшем в Нидерландах. Турнир был для него блестящим до того, как Нигерия дошла до финала, где она проиграла Аргентине 2:1. Оби выиграл Серебряный мяч после того, как он был назван вторым лучшим игроком турнира. Чемпионат мира по футболу среди юношеских команд 2005 проходил в Перу, сборная Нигерия в нём не участвовала.

### Противоречивый переход в Англию
29 апреля 2005 года, спустя несколько дней после того как Микелу исполнилось 18 лет, клуб английской Премьер-лиги «Манчестер Юнайтед» объявил, что он заключил сделку с норвежским клубом «Люн» по подписанию игрока. Сайт «Юнайтед» также заявил, что клуб достиг договорённости напрямую с молодым игроком и что он подписал контракт, чтобы перейти в клуб. Агенты Микела были проигнорированы, в то время как клуб уговорил юношу подписать 4-летний контракт без представления. «Люн» якобы отправил его агентам за рубежом сообщение по факсу, утверждая, что их услуги более не относятся к Микелу. В сообщениях говорилось, что сделка изначально оценивалась в 4 миллиона фунтов, а игрок прибудет на «Олд Траффорд» в январе 2006.
Соперник по Премьер-лиге «Челси» позже объявил о встречном заявлении, говорящем о том, что у него уже было соглашение с Микелом и его агентами, но «Люн» отклонил его. Однако, последующие сообщения указывали, что «Челси» заявил о том, что принимал участие в организации изначального переезда игрока в Европу, с тем, чтобы затем подписать с ним контракт. Более глубокое значение было добавлено этому заявлению после того, как было выяснено, что игрок впечатлил тренера «Челси» Жозе Моуринью во время тренировки с первой командой клуба летом 2004 года.
Микел выразил своё восхищение переходом в «Манчестер Юнайтед» на спешно организованной пресс-конференции, где он был запечатлён держащим красную футболку с нанесённым на ней 21 номером. После того, как он подписал предварительный договор о переходе в «Юнайтед», стали появляться заявления из Норвегии о том, что он получил ряд телефонных звонков с угрозами от неизвестных лиц. Микелу наняли телохранителя и переместили в более безопасный отель. Однако, 11 мая 2005 года, во время матча Кубка Норвегии против «Клеметсруда» полузащитник пропал без вести. Он не был заявлен на матч, но наблюдал за игрой с трибун. В то время как игрок, как полагают, исчез вместе с одним из своих агентов, Джоном Шитту, который в тот день прилетел на встречу с Микелом, его исчезновение вызвало массовый отклик среди СМИ в Норвегии, а также спровоцировало вызов полиции после того, как директор «Люна» Морган Андерсен заявил в норвежских СМИ о том, что Микел был «похищен». Эти заявления позднее были повторены помощником тренера «Манчестер Юнайтед» Карлушом Кейрошом, который обвинил «Челси» в причастности к «похищению» игрока.
Возникли сообщения о том, что Микел отправился в Лондон со своим агентом Джоном Шитту, который работал на группу Джерома Андерсона, специализирующуюся на трансферах игроков. Тренер «Манчестер Юнайтед» Алекс Фергюсон планировал поездку в Осло, чтобы встретиться с Микелом, но изменил свои намерения после того, как было сообщено о том, что Микел покинул страну. Оставаясь в отеле в Лондоне в течение девяти дней после исчезновения, Микел заявил на канале Sky Sports News, что он был вынужден пойти на подписание контракта с «Юнайтед» без уведомления его агента, но эти заявления были отвергнуты и «Манчестер Юнайтед», и «Люном». Микел рассказал английским СМИ о том, что «Челси» был тем клубом, в который он искренне хотел бы перейти. В ответ на эти события «Юнайтед» подали официальную жалобу в ФИФА о поведении «Челси» и агентов игрока, Джона Шитту и Руне Хауге, уже опозоренного своим участием в скандале, связанном с Джорджем Грэмом. ФИФА отклонил эти претензии в августе 2005 года, заявив о том, что не было достаточных доказательств, чтобы возбудить дело против «Челси».
По итогам этого состязания Микелу не удалось вернуться в «Люн», и клуб подал жалобу в ФИФА. 12 августа 2005 года ФИФА постановил, что Микел должен вернуться в «Люн», чтобы пересмотреть свой контракт с норвежским клубом, который позднее решит, должен ли контракт, который он подписал с «Юнайтед», быть подтверждён или отменён. После месячной паузы Микел согласился с решением ФИФА и вернулся в Осло в начале сентября 2005 года после трёхмесячного отсутствия.

#### Разрешение на трансфер
Вместо того, чтобы оставить ФИФА определение действия контракта, подписанного с «Манчестер Юнайтед», «Челси» добровольно урегулировал трансферную сагу путём переговоров с «Люном» и «Манчестер Юнайтед».
2 июня 2006 года «Челси», «Манчестер Юнайтед» и «Люн» согласились решить совместно будущее игрока. Микел перешёл из «Люна» в «Челси», «Манчестер Юнайтед» согласился прекратить своё соглашение с Микелом. По условиям этого соглашения «Челси» должен был заплатить «Манчестер Юнайтед» 12 миллионов фунтов, половину суммы до окончания контракта и оставшуюся половину в июне 2007 года. В результате этого решения все претензии по поводу игрока были сняты. 19 июля 2006 года «Челси» получил разрешение на предложение работы для игрока после того, как он завершил подписание 16-миллионного контракта в июне 2006 года.
После этого перехода Морган Андерсен, который имел предыдущую судимость за подделку официальных документов, был признан виновным в мошенничестве и даче ложных обвинений и был приговорён к одному году лишения свободы условно в суде Осло. Кроме того, суд обязал его выплатить 20 тысяч крон в качестве штрафа. «Челси» подал иск в Высший суд на 16 миллионов фунтов против «Люна» и Андерсена после осуждения, заявив, что ранее согласованное решения не было обязательным, так как «трансфер был основан на намеренном введении в заблуждении, что в настоящее время доказано судом». Это заявление было впоследствии разрешено вне суда.

### «Челси»

#### Сезон 2006/07

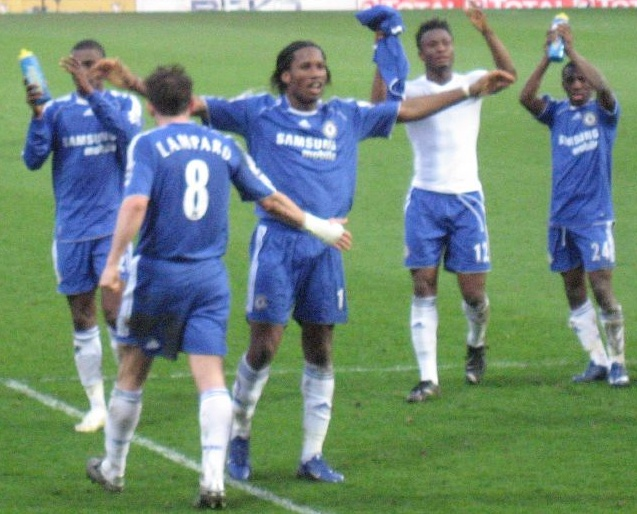
Микел (в белом) с одноклубниками из «Челси»

12 сентября 2006 года Микел впервые вышел в стартовом составе «Челси» в матче Лиги чемпионов против «Левски». После его мощного удара, который вратарь не смог взять, Дидье Дрогба удачно сыграл на добивании. Микел получил множество положительных откликов о своём выступлении в матче. Однако, после удаления в матче против «Рединга» 14 октября 2006 года Микел был оштрафован клубом три за опоздания на тренировки.
Считалось, что в то время у тренера «Челси» Жозе Моуринью были серьёзные сомнения насчёт его поведения за пределами «Стэмфорд Бридж», и сообщалось, что клуб даже хотел избавиться от игрока. Микел был исключён из основного состава на месяц, в течение которого его отец Майкл выражал свою озабоченность по поводу поведения сына. После улучшения аккуратности и показателей на тренировках Микел заработал вызов на выездную игру Лиги чемпионов против «Вердера» 23 ноября 2006 года. Микел забил свой первый гол за «Челси» 6 января 2007 года в матче Кубка Англии против «Маклсфилд Таун», выигранном со счётом 6:1. Также он забил «Ноттингем Форест» в следующем раунде турнира. В финале Кубка Футбольной лиги 2007 года, в котором «Челси» праздновал победу, Микел был удалён в компенсированное время, выйдя в течение матча на замену, после столкновения с Коло Туре. Этому инциденту последовала большая стычка, в ходе которой игроки «Арсенала» Туре и Эммануэль Адебайор были удалены, Сеск Фабрегас и Фрэнк Лэмпард получили предупреждения, а Жозе Моуринью и Арсен Венгер были вовлечены в суматоху на поле.
В последующих играх Моуринью использовал Микела в стартовом составе в ключевых играх, где он хорошо проявил себя, особенно в переигровке шестого раунда Кубка Англии против «Тоттенхэм Хотспур», в играх четвертьфинала Лиги чемпионов УЕФА против «Валенсии», в полуфинале Лиги чемпионов УЕФА против «Ливерпуля», а также в победном финале Кубка Англии против «Манчестер Юнайтед». Рост и сила Микела, в сочетании с хорошим контролем мяча и необычайно разнообразным выбором способа передачи мяча, позволили ему не только разрушать атаки соперника, но и эффективно расширять своё игровое пространство. С уходом Клода Макелеле Микел стал называться его преемником в опорной зоне, и тот потенциал, который он показывал на поле, заставил «Челси» платить ему 16 миллионов фунтов.

#### Сезон 2007/08
В начале сезона, в сентябре 2007 года, Микел получил красную карточку в третий раз в своей карьере, когда Майк Дин удалил его за нарушение правил на игроке «Манчестер Юнайтед» Патрисе Эвра. «Челси» подал апелляцию против красной карточки, но трёхматчевая дисквалификация была оставлена в силе.
Также он был удалён в матче полуфинала Кубка Лиги против «Эвертона» за нарушение правил на Филе Невилле. Несмотря на это, первые два сезона в «Челси» стали хорошими для него.

#### Сезон 2008/09

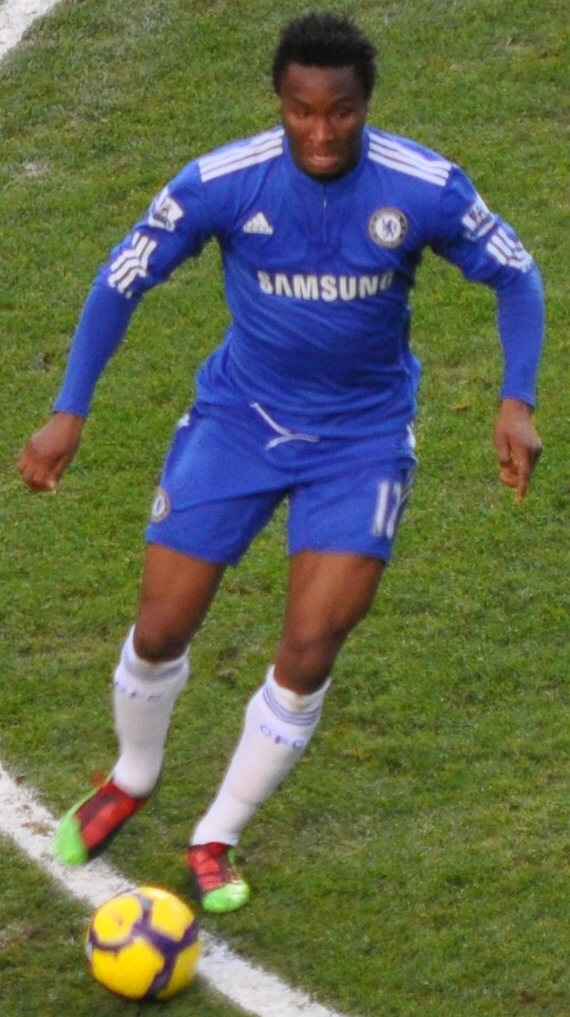
Микел в игре против «Фулхэма» 28 декабря 2009.

Летом 2008 года ветеран клуба полузащитник Клод Макелеле перешёл во французский «Пари Сен-Жермен», оставив позицию опорного полузащитника вакантной. В течение сезона 2008/09 Микел имел много игрового времени из-за травмы Майкла Эссьена. В это время Микел блестяще проявил себя в своём амплуа. Его постоянно совершенствовавщаяся игра была оценена тренером «Челси» Луисом Фелипе Сколари, а его значение для команды было подчёркнуто, когда он заработал штрафной удар, который реализовал Саломон Калу и сравнял счёт в матче с «Манчестер Юнайтед». Он настолько хорошо провёл сезон 2008/2009, что был награждён званием лучшего игрока и лучшего молодого игрока сезона. 24 января 2009 года Микел был обвинён в вождении в нетрезвом виде, за несколько часов до игры Кубка Англии против «Ипсвич Таун» — Микел не участвовал в игре, так как отбывал наказание. 22 июля, несмотря на некоторые трудности, Микел подписал новый пятилетний контракт с «Челси».

#### Сезон 2009/10

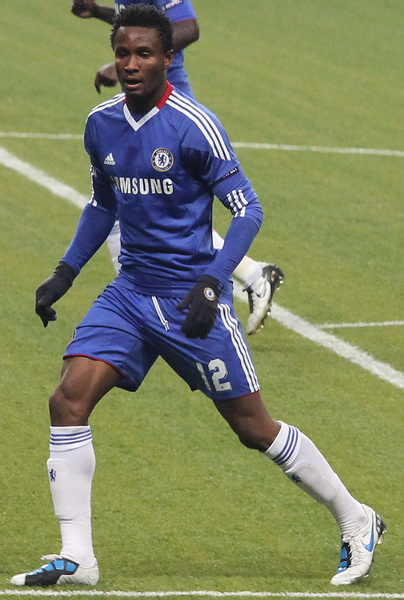
Микел в игре против «Спартака» Москва

13 февраля 2010 года в матче 1/8 финала Кубка Англии против «Кардифф Сити», в котором «Челси» победил 4:1, Дидье Дрогба после длинного паса Микела отправил мяч мимо вратаря Дэвида Маршалла в ворота. Также Микел снабдил Дрогба голевым пасом в матче с финалистом и вылетевшим в чемпионшип «Портсмутом» 24 марта, который был обыгран 5:0, а «Челси» сократил отставание от «Юнайтед» в таблице до одного очка. Три дня спустя Микел отыграл все 90 минут в матче против «Астон Виллы», завершимшемся разгромом последней со счётом 7:1, в то время как «Челси» продолжил погоню за «Манчестер Юнайтед». В следующей игре Премьер-лиги против «Юнайтед» Микел сыграл блестяще, командуя действиями полузащиты, а «Челси» обошёл «красных дьяволов» в таблице после победы на «Олд Траффорд» со счётом 2:1 благодаря голам Джо Коула и Дрогба.
Под руководством нового тренера Карло Анчелотти Микел продолжил эффективно играть в своём амплуа опорного полузащитника и в итоге сыграл в 32 матчах за «синих», а в мае 2010 года выиграл медали победителя Премьер-лиги и обладателя Кубка Англии и стал частью команды, впервые выигравшей «дубль» — Лигу и Кубок.

#### Сезон 2010/11
«Челси» вместе с Микелом начал новую кампанию в Премьер-лиге, сохранив сильную защиту и сделав более агрессивной игру в нападении. Микел отыграл все 90 минут и помог оставить ворота на замке в первых трёх играх, где «Челси» легко расправился с «Вест Бромвичем», 6-0, 14 августа, семь дней спустя разгромил «Уиган Атлетик» 6-0 на «Ди-Дабл-Ю-Стэдиум», а 28 августа обыграл «Сток» 2-0.
Микел был предпочтительным вариантом в опорной зоне, так как его одноклубник Майкл Эссьен провёл большую часть сезона вне игры с травмами колен. Травма разностороннего Эссьена заставила клуб использовать новичка Рамиреса чаще во второй половине сезона. Микел участвовал в 28 играх Премьер-лиги, и лондонский клуб финишировал на втором месте, в девяти очках позади чемпионов «Манчестер Юнайтед». После разочарования от того, что клубу не удалось выиграть титул, итальянский тренер Карло Анчелотти был отправлен в отставку.

#### Сезон 2011/12
Перед началом нового сезона отец Микела был похищен у себя на родине в Нигерии 10 августа. Несмотря на это, Микел вышел в стартовом составе в первом матче против «Сток Сити» на стадионе «Британия». Микел был близок к тому, чтобы забить свой первый гол в Премьер-лиге, но первая игра для нового тренера Андре Виллаш-Боаша завершилась безголевой ничьей.
Из-за продолжительной травмы колена Майкла Эссьена Микел получил больше игрового времени, но ближе к Рождеству он уступил свою позицию новому приобретению «Челси» Ориолю Ромеу. После серии провальных игр, включая катастрофическое поражение от «Наполи» 1-3 в первом матче 1/8 финала Лиги чемпионов и поражение от «Вест Бромвича» 1-0, Виллаш-Боаш был уволен владельцем «Челси» Романом Абрамовичем. В обоих матчах Микел был в числе запасных, но так и не вышел на поле. После назначения на пост главного тренера бывшего полузащитника «Челси» Роберто ди Маттео Микел сыграл в 16 из 20 последних игр, в 14 из них вышел в стартовом составе и начал демонстрировать свой лучший футбол в составе клуба.
Микел отыграл все 90 минут в финале Кубка Англии против «Ливерпуля» 5 мая 2012 года, завершившемся победой 2-1, получив жёлтую карточку на 36-й минуте. Всего Микел отыграл 22 матча в Премьер-лиге, в 15 из них вышел в стартовом составе, а также сыграл в 8 матчах Лиги чемпионов и дошёл вместе с командой до финала, где «Челси» встретился с «Баварией».
В финале в Мюнхене 19 мая Микел сыграл все 120 минут матча, включая дополнительное время, после которого счёт остался ничейным — 1-1 . «Челси» отыграл жёстко в защите, а Микел получил поздравления от эксперта Sky Sports Джейми Реднаппа благодаря блестящей игре, которую он назвал «игрой, которой я не ожидал увидеть от него; он успевал везде отрабатывать везде». «Челси» же добился победы в серии послематчевых пенальти со счётом 4-3 . После игры Микел сказал репортёрам, что это была «лучшая ночь в нашей жизни». Мощное выступление Микела в заключительных матчах сезона и его впечатляющая игра в Мюнхене помогли «Челси» обеспечить себе участие в Лиге чемпионов на следующий сезон, несмотря на то, что он финишировал на 6-м месте, оставив своих соперников из Лондона «Тоттенхэм» в Лиге Европы.

#### Сезон 2012/13

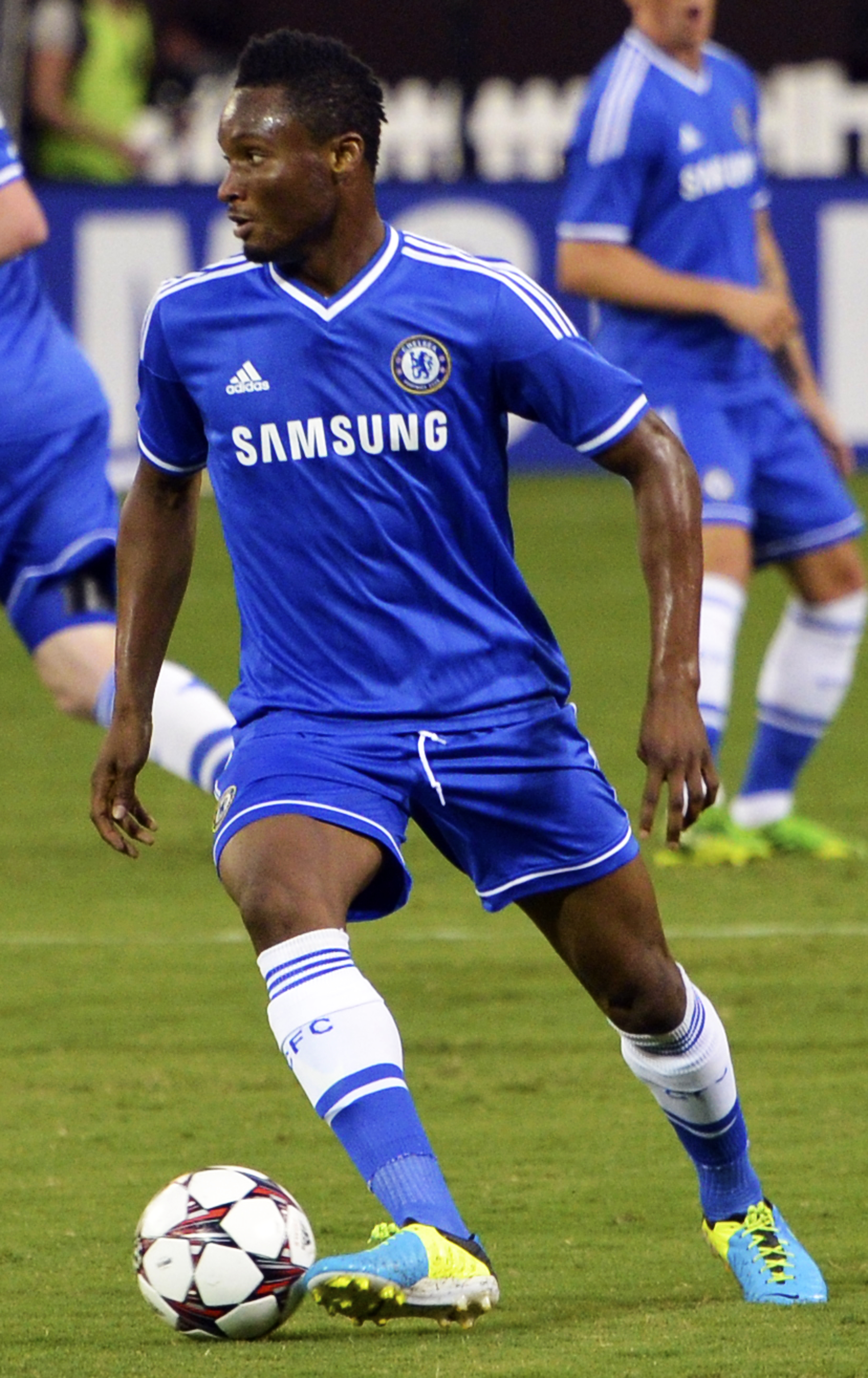
Микел в матче за «Челси» в 2013 году.

Микел вышел в стартовом составе «Челси» во всех пяти играх нового сезона Премьер-лиги, а также сыграл в Суперкубке Англии против «Манчестер Сити» и в Суперкубке Европы против «Атлетико». В ноябре Микел был включён в краткий список кандидатов на звание лучшего футболиста Африки вместе со своим бывшим одноклубником по «Челси» Дидье Дрогба, который летом отправился в китайский «Шанхай Шэньхуа».
22 ноября 2012 года Микел был обвинён Футбольной Ассоциацией Англии в неправомерных действиях. Микел получил трёхматчевую дисквалификацию и был оштрафован на 60 тысяч фунтов Футбольной Ассоциацией Англии за угрозы судье Марку Клаттенбургу после поражения от «Манчестер Юнайтед» 3-2.
5 декабря 2012 года Микел продлил срок действия контракта с «Челси» до 2017 года.

#### Сезон 2013/14
21 сентября 2013 года Микел забил свой первый в истории гол Премьер-лиги в матче с «Фулхэмом». Он забил свой второй гол в сезоне в третьем раунде Кубка с «Дерби Каунти» 5 января 2014 года. 3 февраля 2014 года он сыграл за «Челси» свой 200-й матч в премьер-лиге, выйдя на замену в победном матче на выезде против «Манчестер Сити».

### «Тяньцзинь Тэда»
6 января 2017 года Оби подписал контракт с «Тяньцзинь Тэда». Зарплата Микела в Китае составит 140 тысяч фунтов в неделю.

### «Сток Сити»
17 августа 2020 года подписал контракт с английским клубом «Сток Сити» в качестве свободного агента.

##### Завершение карьеры
27 сентября 2022 года объявил о завершении карьеры.

## Международная карьера
Микел дебютировал в сборной Нигерии 17 августа 2005 года, выйдя на замену во втором тайме в товарищеском матче против Либерии, завершившемся со счётом 1-0. Он не сыграл за национальную команду снова, несмотря на то, что был включён в состав команды на Кубок африканских наций 2006. В первой игре Нигерии на турнире против Ганы Микел остался на скамейке запасных. Однако, во второй игре против Зимбабве он вышел на поле в начале второго тайма. В течение десяти минут после выхода на замену он подал угловой, после которого Кристиан Ободо открыл счёт в матче, и забил второй гол сборной Нигерии. В заключительном матче группового этапа против Сенегала, окончившемся победой 2-1, Микел впервые вышел в стартовом составе сборной. Во время проведения турнира Микелу посоветовали никак не комментировать свою клубную карьеру. ФИФА проводил расследование того, что Оби угрожали смертью.

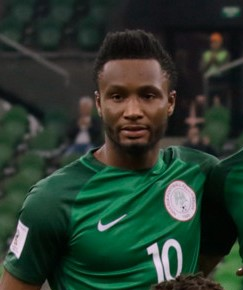
Микел в игре за сборную Нигерии.

Микела исключили из всех национальных команд Нигерии. Берти Фогтс, тренер национальной сборной Нигерии, убрал Микела из состава на отборочный матч Кубка африканских наций 2008 против Нигера за то, что он отказался принять участие в предыдущем матче против Уганды. Микел ссылался на травму, но из-за того, что он не прошёл независимую экспертизу, он был исключён. Этот факт и свой отказ от игры за сборную Нигерии до 23 лет вызвали его дисквалификацию Футбольной федерацией Нигерии. После извинений он был вызван в состав национальной команды на финальный турнир. Во время Кубка африканских наций 2008 в Гане он забил 1 гол и отдал одну голевую передачу, оба против сборной Бенина, и помог Нигерии выйти в четвертьфинал против хозяев, Ганы, где они проиграли 2-1. Микел был вызван в сборную Нигерии до 23 лет для подготовки к последнему отборочному матчу на Олимпийские игры 26 марта 2008 года, в котором команда должна была побеждать, чтобы попасть на турнир. Его попытка снова участвовать в отборочных играх обернулась неудачей, и это вызвано противоречия с тренером Самсоном Сиасиа, который исключил его из состава на Олимпийские игры на фоне заметного фурора среди СМИ. 5 июня 2010 года Микел был исключён из состава на чемпионат мира 2010 из-за травмы. Он старался избавиться от проблем с коленом после прохождения хирургической операции в мае, хотя также сообщалось, что травма лодыжки является причиной неучастия Микела.
В 2013 году в составе сборной Нигерии Микел стал обладателем Кубка африканских наций, где он выходил на поле во всех 6 играх турнирах, в том числе и в финале, в котором Нигерия обыграла Буркина-Фасо со счётом 1-0. В 2016 году был назначен капитаном олимпийского состава сборной Нигерии, где команда взяла бронзу, одолев Гондурас 3:2 в матче за 3-е место.
В июле 2019 года Микел заявил, что Кубок африканских наций 2019 станет его последним турниром в международной карьере. На турнире Нигерия заняла третье место, а сам игрок объявил о завершении международной карьеры.

## Личная жизнь
Женат на уроженке России Ольге Дьяченко. У пары двое детей.

## Статистика выступлений

### Клубная статистика
| Выступление      | Выступление      | Выступление      | Лига | Лига | Кубок страны | Кубок страны | Кубок лиги | Кубок лиги | Еврокубки | Еврокубки | Прочие | Прочие | Итого | Итого |
| Клуб             | Лига             | Сезон            | Игры | Голы | Игры         | Голы         | Игры       | Голы       | Игры      | Голы      | Игры   | Голы   | Игры  | Голы  |
| ---------------- | ---------------- | ---------------- | ---- | ---- | ------------ | ------------ | ---------- | ---------- | --------- | --------- | ------ | ------ | ----- | ----- |
| Люн              | Типпелига        | 2004             | 4    | 0    | 0            | 0            | 0          | 0          | 0         | 0         | 0      | 0      | 4     | 0     |
| Люн              | Типпелига        | 2005             | 2    | 1    | 0            | 0            | 0          | 0          | 0         | 0         | 0      | 0      | 2     | 1     |
| Люн              | Итого            | Итого            | 6    | 1    | 0            | 0            | 0          | 0          | 0         | 0         | 0      | 0      | 6     | 1     |
| Челси            | Премьер-лига     | 2006/07          | 22   | 0    | 6            | 2            | 4          | 0          | 9         | 0         | 1      | 0      | 42    | 2     |
| Челси            | Премьер-лига     | 2007/08          | 29   | 0    | 2            | 0            | 3          | 0          | 4         | 0         | 1      | 0      | 39    | 0     |
| Челси            | Премьер-лига     | 2008/09          | 34   | 0    | 5            | 0            | 1          | 0          | 9         | 0         | 0      | 0      | 49    | 0     |
| Челси            | Премьер-лига     | 2009/10          | 25   | 0    | 3            | 0            | 2          | 0          | 4         | 0         | 1      | 0      | 35    | 0     |
| Челси            | Премьер-лига     | 2010/11          | 28   | 0    | 2            | 0            | 0          | 0          | 6         | 0         | 1      | 0      | 37    | 0     |
| Челси            | Премьер-лига     | 2011/12          | 22   | 0    | 5            | 0            | 1          | 0          | 9         | 0         | 0      | 0      | 37    | 0     |
| Челси            | Премьер-лига     | 2012/13          | 22   | 0    | 3            | 0            | 1          | 0          | 9         | 0         | 3      | 0      | 38    | 0     |
| Челси            | Премьер-лига     | 2013/14          | 24   | 1    | 2            | 1            | 2          | 0          | 7         | 0         | 1      | 0      | 36    | 2     |
| Челси            | Премьер-лига     | 2014/15          | 18   | 0    | 2            | 0            | 4          | 0          | 2         | 1         | 0      | 0      | 26    | 1     |
| Челси            | Премьер-лига     | 2015/16          | 25   | 0    | 2            | 0            | 2          | 0          | 4         | 1         | 0      | 0      | 33    | 1     |
| Челси            | Итого            | Итого            | 249  | 1    | 32           | 3            | 20         | 0          | 63        | 2         | 8      | 0      | 372   | 6     |
| Всего за карьеру | Всего за карьеру | Всего за карьеру | 255  | 2    | 32           | 3            | 20         | 0          | 63        | 2         | 8      | 0      | 378   | 7     |

### Международная статистика
| Сборная          | Сезон            | Товарищеские | Товарищеские | Турниры | Турниры | Всего | Всего |
| Сборная          | Сезон            | Игры         | Голы         | Игры    | Голы    | Игры  | Голы  |
| ---------------- | ---------------- | ------------ | ------------ | ------- | ------- | ----- | ----- |
| Нигерия          | 2005             | 1            | 0            | 0       | 0       | 1     | 0     |
| Нигерия          | 2006             | 0            | 0            | 4       | 1       | 4     | 1     |
| Нигерия          | 2007             | 2            | 0            | 0       | 0       | 2     | 0     |
| Нигерия          | 2008             | 1            | 0            | 7       | 1       | 8     | 1     |
| Нигерия          | 2009             | 1            | 0            | 4       | 0       | 5     | 0     |
| Нигерия          | 2010             | 0            | 0            | 7       | 0       | 7     | 0     |
| Нигерия          | 2011             | 6            | 0            | 2       | 0       | 8     | 0     |
| Нигерия          | 2012             | 0            | 0            | 1       | 1       | 1     | 1     |
| Нигерия          | 2013             | 2            | 0            | 15      | 1       | 17    | 1     |
| Нигерия          | 2014             | 3            | 0            | 10      | 0       | 13    | 0     |
| Нигерия          | 2015             | 2            | 0            | 1       | 0       | 3     | 0     |
| Нигерия          | 2016             | 0            | 0            | 2       | 0       | 2     | 0     |
| Всего за карьеру | Всего за карьеру | 18           | 0            | 53      | 4       | 71    | 4     |

### Матчи и голы за сборную
| Матчи и голы Оби Микела за сборную Нигерии | Матчи и голы Оби Микела за сборную Нигерии | Матчи и голы Оби Микела за сборную Нигерии | Матчи и голы Оби Микела за сборную Нигерии | Матчи и голы Оби Микела за сборную Нигерии | Матчи и голы Оби Микела за сборную Нигерии |
| №                                          | Дата                                       | Оппонент                                   | Счёт                                       | Голы Микела                                | Соревнование                               |
| ------------------------------------------ | ------------------------------------------ | ------------------------------------------ | ------------------------------------------ | ------------------------------------------ | ------------------------------------------ |
| 1                                          | 17 августа 2005                            | Ливия                                      | 1:0                                        | —                                          | Товарищеский матч                          |
| 2                                          | 27 января 2006                             | Зимбабве                                   | 2:0                                        | 1                                          | Финальные матчи КАН-2006                   |
| 3                                          | 31 января 2006                             | Сенегал                                    | 2:1                                        | —                                          | Финальные матчи КАН-2006                   |
| 4                                          | 4 февраля 2006                             | Тунис                                      | 1:1                                        | —                                          | Финальные матчи КАН-2006                   |
| 5                                          | 7 февраля 2006                             | Кот-д’Ивуар                                | 0:1                                        | —                                          | Финальные матчи КАН-2006                   |
| 6                                          | 6 февраля 2007                             | Гана                                       | 1:4                                        | —                                          | Товарищеский матч                          |
| 7                                          | 14 октября 2007                            | Мексика                                    | 2:2                                        | —                                          | Товарищеский матч                          |
| 8                                          | 21 января 2008                             | Кот-д’Ивуар                                | 0:1                                        | —                                          | Финальные матчи КАН-2008                   |
| 9                                          | 25 января 2008                             | Мали                                       | 0:0                                        | —                                          | Финальные матчи КАН-2008                   |
| 10                                         | 29 января 2008                             | Бенин                                      | 2:0                                        | 1                                          | Финальные матчи КАН-2008                   |
| 11                                         | 3 февраля 2008                             | Гана                                       | 1:2                                        | —                                          | Финальные матчи КАН-2008                   |
| 12                                         | 27 мая 2008                                | Австрия                                    | 1:1                                        | —                                          | Товарищеский матч                          |
| 13                                         | 1 июня 2008                                | ЮАР                                        | 2:0                                        | —                                          | Отборочные матчи КАН и ЧМ-2010             |
| 14                                         | 7 июня 2008                                | Сьерра-Леоне                               | 1:0                                        | —                                          | Отборочные матчи КАН и ЧМ-2010             |
| 15                                         | 21 июня 2008                               | Экваториальная Гвинея                      | 2:0                                        | —                                          | Отборочные матчи КАН и ЧМ-2010             |
| 16                                         | 11 февраля 2009                            | Ямайка                                     | 0:0                                        | —                                          | Товарищеский матч                          |
| 17                                         | 29 марта 2009                              | Мозамбик                                   | 0:0                                        | —                                          | Отборочные матчи КАН и ЧМ-2010             |
| 18                                         | 20 июня 2009                               | Тунис                                      | 0:0                                        | —                                          | Отборочные матчи КАН и ЧМ-2010             |
| 19                                         | 6 сентября 2009                            | Тунис                                      | 2:2                                        | —                                          | Отборочные матчи КАН и ЧМ-2010             |
| 20                                         | 14 ноября 2009                             | Кения                                      | 2:3                                        | —                                          | Отборочные матчи КАН и ЧМ-2010             |
| 21                                         | 12 января 2010                             | Египет                                     | 1:3                                        | —                                          | Финальные матчи КАН-2010                   |
| 22                                         | 16 января 2010                             | Бенин                                      | 1:0                                        | —                                          | Финальные матчи КАН-2010                   |
| 23                                         | 20 января 2010                             | Мозамбик                                   | 3:0                                        | —                                          | Финальные матчи КАН-2010                   |
| 24                                         | 25 января 2010                             | Замбия                                     | 0:0                                        | —                                          | Финальные матчи КАН-2010                   |
| 25                                         | 28 января 2010                             | Гана                                       | 0:1                                        | —                                          | Финальные матчи КАН-2010                   |
| 26                                         | 30 января 2010                             | Алжир                                      | 1:0                                        | —                                          | Финальные матчи КАН-2010                   |
| 27                                         | 5 сентября 2010                            | Мадагаскар                                 | 2:0                                        | —                                          | Отборочные матчи КАН-2012                  |
| 28                                         | 27 марта 2011                              | Эфиопия                                    | 4:0                                        | —                                          | Товарищеский матч                          |
| 29                                         | 29 марта 2011                              | Кения                                      | 3:0                                        | —                                          | Товарищеский матч                          |
| 30                                         | 1 июня 2011                                | Аргентина                                  | 4:1                                        | —                                          | Товарищеский матч                          |
| 31                                         | 5 июня 2011                                | Эфиопия                                    | 2:2                                        | —                                          | Товарищеский матч                          |
| 32                                         | 4 сентября 2011                            | Мадагаскар                                 | 2:0                                        | —                                          | Отборочные матчи КАН-2012                  |
| 33                                         | 6 сентября 2011                            | Аргентина                                  | 1:3                                        | —                                          | Товарищеский матч                          |
| 34                                         | 8 ноября 2011                              | Гвинея                                     | 2:2                                        | —                                          | Отборочные матчи КАН-2012                  |
| 35                                         | 10 ноября 2011                             | Гана                                       | 0:0                                        | —                                          | Товарищеский матч                          |
| 36                                         | 13 октября 2012                            | Либерия                                    | 6:1                                        | 1                                          | Отборочные матчи КАН-2013                  |
| 37                                         | 9 января 2013                              | Кабо-Верде                                 | 0:0                                        | —                                          | Товарищеский матч                          |
| 38                                         | 21 января 2013                             | Буркина-Фасо                               | 1:1                                        | —                                          | Финальные матчи КАН-2013                   |
| 39                                         | 25 января 2013                             | Замбия                                     | 1:1                                        | —                                          | Финальные матчи КАН-2013                   |
| 40                                         | 29 января 2013                             | Эфиопия                                    | 2:0                                        | —                                          | Финальные матчи КАН-2013                   |
| 41                                         | 3 февраля 2013                             | Кот-д’Ивуар                                | 2:1                                        | —                                          | Финальные матчи КАН-2013                   |
| 42                                         | 6 февраля 2013                             | Мали                                       | 4:1                                        | —                                          | Финальные матчи КАН-2013                   |
| 43                                         | 10 февраля 2013                            | Буркина-Фасо                               | 1:0                                        | —                                          | Финальные матчи КАН-2013                   |
| 44                                         | 23 марта 2013                              | Кения                                      | 1:1                                        | —                                          | Отборочные матчи ЧМ-2014                   |
| 45                                         | 5 июня 2013                                | Кения                                      | 1:0                                        | —                                          | Отборочные матчи ЧМ-2014                   |
| 46                                         | 12 июня 2013                               | Намибия                                    | 1:1                                        | —                                          | Отборочные матчи ЧМ-2014                   |
| 47                                         | 17 июня 2013                               | Таити                                      | 6:1                                        | —                                          | Кубок конфедераций 2013                    |
| 48                                         | 20 июня 2013                               | Уругвай                                    | 1:2                                        | 1                                          | Кубок конфедераций 2013                    |
| 49                                         | 23 июня 2013                               | Испания                                    | 0:3                                        | —                                          | Кубок конфедераций 2013                    |
| 50                                         | 7 сентября 2013                            | Малави                                     | 2:0                                        | —                                          | Отборочные матчи ЧМ-2014                   |
| 51                                         | 13 октября 2013                            | Эфиопия                                    | 2:1                                        | —                                          | Отборочные матчи ЧМ-2014                   |
| 52                                         | 16 ноября 2013                             | Эфиопия                                    | 2:0                                        | —                                          | Отборочные матчи ЧМ-2014                   |
| 53                                         | 18 ноября 2013                             | Италия                                     | 2:2                                        | —                                          | Товарищеский матч                          |
| 54                                         | 5 марта 2014                               | Мексика                                    | 0:0                                        | —                                          | Товарищеский матч                          |
| 55                                         | 3 июня 2014                                | Греция                                     | 0:0                                        | —                                          | Товарищеский матч                          |
| 56                                         | 7 июня 2014                                | США                                        | 1:2                                        | —                                          | Товарищеский матч                          |
| 57                                         | 16 июня 2014                               | Иран                                       | 0:0                                        | —                                          | Финальные матчи ЧМ-2014                    |
| 58                                         | 21 июня 2014                               | Босния и Герцеговина                       | 1:0                                        | —                                          | Финальные матчи ЧМ-2014                    |
| 59                                         | 25 июня 2014                               | Аргентина                                  | 2:3                                        | —                                          | Финальные матчи ЧМ-2014                    |
| 60                                         | 30 июня 2014                               | Франция                                    | 0:2                                        | —                                          | Финальные матчи ЧМ-2014                    |
| 61                                         | 6 сентября 2014                            | Республика Конго                           | 2:3                                        | —                                          | Отборочные матчи КАН-2015                  |
| 62                                         | 10 сентября 2014                           | ЮАР                                        | 0:0                                        | —                                          | Отборочные матчи КАН-2015                  |
| 63                                         | 11 октября 2014                            | Судан                                      | 0:1                                        | —                                          | Отборочные матчи КАН-2015                  |
| 64                                         | 15 октября 2014                            | Судан                                      | 3:1                                        | —                                          | Отборочные матчи КАН-2015                  |
| 65                                         | 15 ноября 2014                             | Республика Конго                           | 2:0                                        | —                                          | Отборочные матчи КАН-2015                  |
| 66                                         | 18 ноября 2014                             | ЮАР                                        | 2:2                                        | —                                          | Отборочные матчи КАН-2015                  |
| 67                                         | 8 октября 2015                             | ДР Конго                                   | 0:2                                        | —                                          | Товарищеский матч                          |
| 68                                         | 11 октября 2015                            | Камерун                                    | 3:0                                        | —                                          | Товарищеский матч                          |
| 69                                         | 13 ноября 2015                             | Свазиленд                                  | 0:0                                        | —                                          | Отборочные матчи ЧМ-2018                   |
| 70                                         | 24 марта 2016                              | Египет                                     | 1:1                                        | —                                          | Отборочные матчи КАН-2017                  |
| 71                                         | 29 марта 2016                              | Египет                                     | 0:1                                        | —                                          | Отборочные матчи КАН-2017                  |
| 72                                         | 3 сентября 2016                            | Танзания                                   | 1:0                                        | —                                          | Отборочные матчи КАН-2017                  |
| 73                                         | 9 октября 2016                             | Замбия                                     | 2:1                                        | —                                          | Отборочные матчи ЧМ-2018                   |
| 74                                         | 12 ноября 2016                             | Алжир                                      | 3:1                                        | 1                                          | Отборочные матчи ЧМ-2018                   |

Итого: 74 матча / 4 гола; 32 победы, 25 ничьих, 17 поражений.

## Достижения
Командные
«Челси»
- Чемпион Премьер-лиги (2): 2009/10, 2014/15
- Обладатель Кубка Англии (4): 2007, 2009, 2010, 2012
- Обладатель Кубка Футбольной лиги (2): 2007, 2015
- Финалист Лиги чемпионов УЕФА: 2007/08
- Победитель Лиги чемпионов УЕФА: 2012
- Победитель Лиги Европы УЕФА: 2013
- Обладатель Суперкубка Англии: 2009

Итого: 11 трофеев
Сборная Нигерии
- Обладатель Кубка африканских наций: 2013

Итого: 1 трофей
Личные
- Футбольный талант года в Африке: 2005
- Лучший молодой игрок «Челси» (2): 2007, 2008
- Спортсмен года в Нигерии: 2013
- Символическая сборная Африки по версии КАФ (2): 2005, 2013